# Chuyến bay 328 của United Airlines

Hành trình

Chuyến bay 328 của United Airlines là một chuyến bay nội địa bay từ Denver đến Honolulu, Hoa Kỳ. Vào ngày 20 tháng 2 năm 2021, máy bay Boeing 777-200 có một động cơ đã bị hỏng hóc ngay sau khi cất cánh, dẫn đến các mảnh vỡ của máy bay rơi xuống Công viên Broomfield Commons và các khu vực xung quanh. Máy bay đã hạ cánh an toàn mà không có người thương vong. Vụ hỏng hóc của máy bay được ghi lại bằng camera hành trình và các mảnh vỡ của máy bay rơi xuống (hay trên mặt đất) được chụp lại bằng camera của điện thoại. Máy bay đã hạ cánh an toàn tại Đường băng 26 trên Sân bay quốc tế Denver.
Động cơ bị ảnh hưởng của máy bay là Pratt & Whitney kiểu PW4077 phản lực cánh quạt, một động cơ phổ biến cho máy bay Boeing 777 và các máy bay phản lực thân rộng khác.

## Máy bay
Máy bay Boeing 777-200, số đăng ký N772UA (c/n 26930/Line no.5). Máy bay được sản xuất vào tháng 11 năm 1994 và được giao cho United Airlines vào tháng 9 năm 1995. Máy bay sử dụng động cơ Pratt & Whitney PW4077.
Ban đầu chiếc máy bay này có tên gọi WA005, là một trong những chiếc máy bay Boeing 777-200 ban đầu được bay thử nghiệm trước khi đưa vào hoạt động.
Máy bay liên quan khởi hành trước UA328 là chuyến bay UA2465 từ Sân bay quốc tế O'Hare (ORD), Chicago, lúc 9:37 sáng (CST) và hạ cánh lúc 10:50 sáng (MST).

## Sự cố
Khi máy bay đang bay ở độ cao 13.000 foot (4.000 m) thì có một tiếng nổ ở động cơ bên phải. Điều này dẫn đến một số động cơ của máy bay bị rơi. Các phi công trên máy bay đã liên lạc với kiểm soát không lưu và sau đó máy bay đã hạ cánh an toàn xuống Đường băng 26 lúc 13:37 giờ địa phương. Không ai trên mặt đất hay trên máy bay bị thương.
Hành khách đã được lên lại chuyến bay bằng một máy bay Boeing 777 khác (N773UA) là chuyến bay UA3025. N773UA trước đó cũng đã gặp sự cố động cơ không rõ nguyên nhân vào tháng 2 năm 2018 tại Thái Bình Dương trên đường đến Honolulu, mặc dù máy bay khởi hành từ San Francisco.

## Điều tra

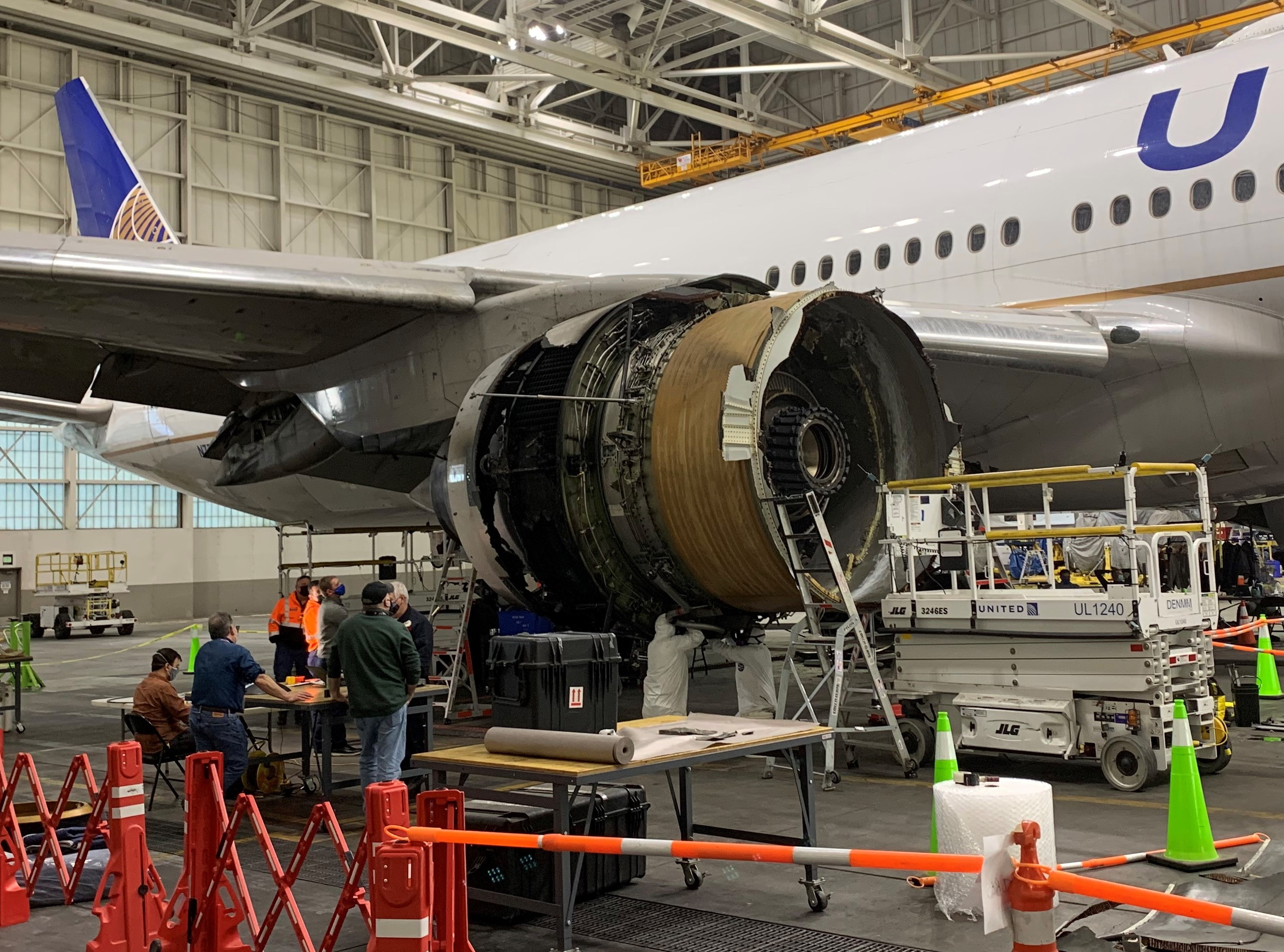
Máy bay bị hỏng động cơ bên phải

Ban An toàn Giao thông Vận tải Quốc gia (NTSB) đang điều tra vụ việc. Một điều tra viên sống gần Denver đã báo cáo vụ việc cho các nhà điều tra. Ba điều tra viên khác từ văn phòng Denver của NTSB đang hỗ trợ. Sau khi kiểm tra, họ nhận thấy đầu vào và ống dẫn đã tách ra khỏi động cơ và hai cánh quạt của máy bay bị hư hỏng và một phần của lưỡi dao đã được nhúng vào vòng ngăn. Phần còn lại của các cánh quạt bị hỏng ở đầu.
Vào ngày 22 tháng 2 năm 2021, Chủ tịch Ủy ban An toàn Giao thông Vận tải Quốc gia Robert Sumwalt đã thông báo rằng đối với cánh quạt bị hỏng là mỏi kim loại, theo đánh giá sơ bộ. Tuy nhiên vân chưa rõ với các sự cố khác được cho là do mỏi kim loại trong cánh quạt máy bay của United Airlines vào tháng 2 năm 2018 và Japan Airlines vào tháng 12 năm 2020.